# Рідольфо Гірландайо
Рідо́льфо Гірланда́йо (італ. Ridolfo del Ghirlandaio; 4 лютого 1483, Флоренція — 6 червня 1561, там само) — італійський живописець, син Доменіко Гірландайо.

## Біографія

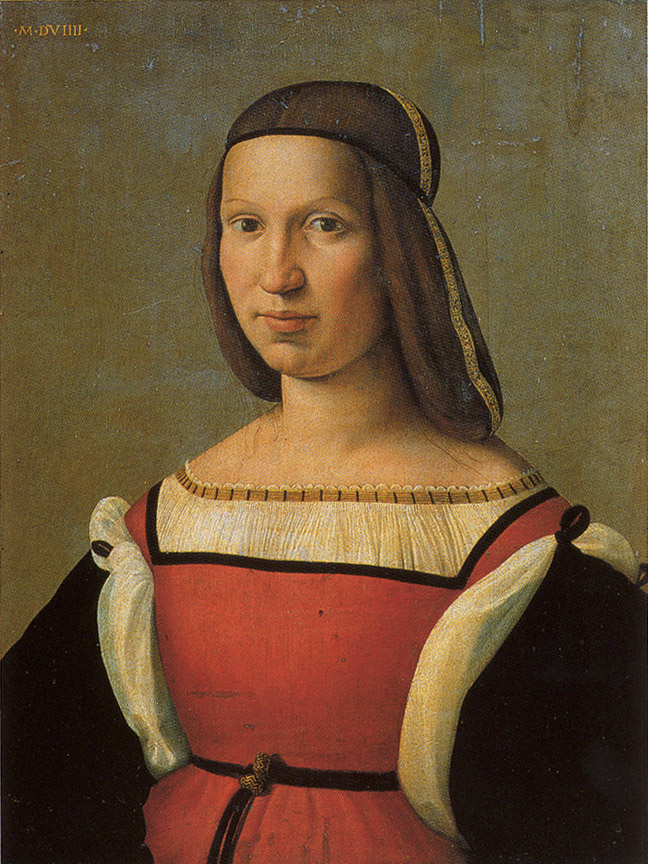
«Жіночий портрет», 1509, Палаццо Пітті, Флоренція

Народився у Флоренції у родині художника Доменіко Гірландайо. Навчався у майстерні свого батька, після смерті якого допомагав своєму дядьку, відомому скульптору Давіде Гірландайо, який очолив родинну майстерню.
В ранніх полотнах Гірландайо ще помітний вплив живописної манери батька, хоча вже в них проглядається захоплення більш сучасним стилем Фра Бартоломео, а в деяких роботах — живопис П'єро ді Козімо. У більш пізніх картинах живописна манера Рідольфо ближча до Леонардо да Вінчі і Рафаеля: останній був його близьким другом.
Гірландайо здобув популярність в основному як портретист. Чоловічі образи на його полотнах суворі та аскетичні, в той час як портрети жінок більш ліричні і чуттєві. Серед них найвдалішим вважається «Жіночий портрет» (1509). Одним з його учнів був італійський художник Періно дель Вага.